# Montaña de San Ramón
La montaña de Sant Ramon, también conocida como Montbaig —montaña de Golbes en la época medieval—, es una montaña que se encuentra entre los términos municipales de San Baudilio de Llobregat, San Clemente de Llobregat y Viladecans. Llega a los 293 metros de altitud y en su cima se encuentra la Ermita de San Ramón.

## Vegetación
En la montaña se puede encontrar el típico bosque mediterráneo formado principalmente por pinos y encinas.

## Urbanismo
En las faldas de la montaña, se encuentra la urbanización de Marianao, la de Canons y Can Carreras.